# Girdle Stane

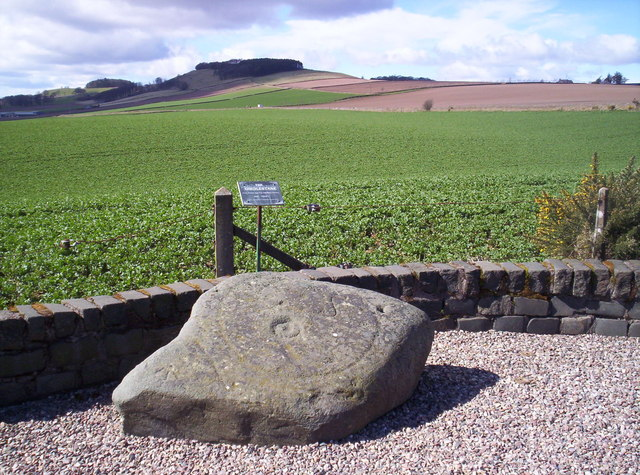
Girdle Stane

Der Girdle Stane (deutsch „Gürtelstein“), auch Girdlestane, Grey Stone oder Dunnichen 1 genannt, liegt als Grenzstein zwischen Dunnichen und Rescobie, nördlich von Letham, bei Forfar in Angus in Schottland. Der Stein stand früher bereits in einer sekundären Position etwa 125 m nördlich in der Nähe der Straße. Er liegt jetzt leicht schräg auf der Seite.
Der etwa 1,2 m lange und 0,9 m breite Girdle Stane ist ein unzweifelhaft mehrperiodisch mit Ritzungen versehener Schalenstein (englisch Cup-and-Ring-Stone) mit mindestens vier Schälchen und drei Ringen. Die früheste Stufe ist die typisch neolithisch-bronzezeitliche nahe der Mitte des Steines.
Um den zentralen Archetyp liegt ein breiter geschnitzter Ring von etwa 75 cm Durchmesser, der fast bis zu den Kanten des Steins reicht. Dieses große umschließende Motiv und andere Merkmale – einschließlich eines großen länglichen „S“ und jener Markierungen, die in der unteren Ecke ausgeführt wurden – waren Beimischungen, die James Simpson (1867) dazu veranlassten, die Einstufung des Gürtelsteines ins Altertum anzuzweifeln.
In der Nähe steht der 1811 entdeckte Dunnichen Stone, ein Piktischer Symbolstein der Klasse 1.